# Potamonautes johnstoni
Potamonautes johnstoni là một loài cua nước ngọt trong họ Potamonautidae. Nó được tìm thấy tại các con sông ở Kenya và Tanzania, với các thông báo chưa được kiểm chứng tại Malawi và Cộng hòa Dân chủ Congo. Khu vực phân bố của loài này bao gồm Kilimanjaro, Nekona, Mrogoro (gần Dar es Salaam) và dãy núi Usambara.